# Fangelturm (Nehringen)

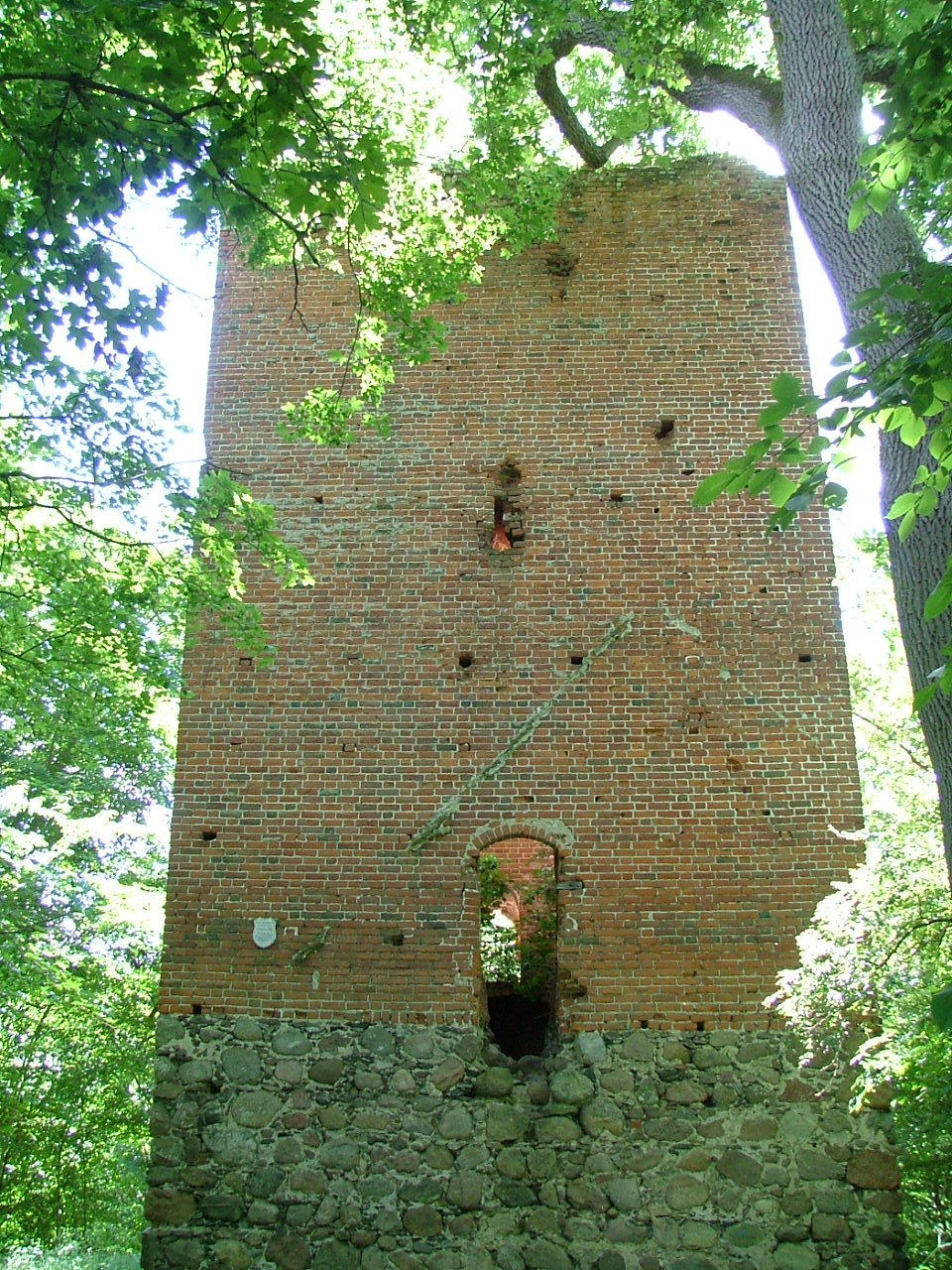
Grenzburg in Nehringen

Der Fangelturm Nehringen ist ein unter Denkmalschutz stehender Wehrturm im Ortsteil Nehringen der Gemeinde Grammendorf im Landkreis Vorpommern-Rügen in Mecklenburg-Vorpommern.

## Lage des Fangelturmes
Der Fangelturm befindet sich etwa 18 Kilometer südwestlich von Grimmen und 17 Kilometer nordwestlich von Demmin am Fluss Trebel. Der Turm steht an der historische Grenze zwischen Mecklenburg und Pommern und trennt heute die Landkreise Vorpommern-Rügen und Mecklenburgische Seenplatte. Der Turm liegt etwa 8 m ü. NHN.

## Geschichte
Nehringen wurde 1387 das erste Mal urkundlich erwähnt. Der Fangeltum ist das älteste erhaltene Bauwerk im Ort und wurde als Grenzburg an der Trebel um 1330 als Bergfried angelegt. Der Turm wurde über einem hohen Feldsteinsockel in Backstein ausgeführt. Der Fangelturm ist eine bedeutende historische Grenzstelle zwischen Vorpommern und Mecklenburg. 
Der Turm wird seit 2018 von Mitgliedern der bis 1945 und dann wieder seit 1995 in Nehringen ansässigen Familie von Pachelbel restauriert und erhält Unterstützung der LEADER-Förderung und der Deutschen Stiftung Denkmalschutz.